# Fado Alexandrino
Fado Alexandrino est le cinquième roman publié par António Lobo Antunes en 1983. Comme dans ses premiers romans, il évoque la guerre d'Angola, mais cette fois à travers les voix de 4 vétérans qui se retrouvent dix ans après, lors d'un dîner d'anciens combattants. Tandis que la soirée se déroule, les souvenirs remontent à la surface, les voix et les époques se mélangent comme souvent chez Lobo Antunes. Cette soirée se prolonge jusqu'au petit matin pour les quatre compères avec au bout le drame final.
Fado Alexandrino est le roman des désillusions, idéologiques, politiques, sentimentales, amoureuses, dans une période de grand changement pour le Portugal. Chacun semble avoir perdu ses repères. La guerre a fait éclater le vernis des apparences et révélé le vrai visage du pays. Le roman se divise en trois parties :
- Avant la révolution
- La révolution
- Après la révolution.

Cette division n'en rend le constat que plus cruel : entre le Portugal de Salazar qui envoyait des jeunes se faire tuer et le Portugal démocratique d'après 74, une même violence anime les hommes.

## Résumé
Dix ans après leur participation aux guerres coloniales, quatre hommes se retrouvent lors d'un dîner d'anciens combattants: quatre grades différents (un simple soldat, un officier des transmissions, un sous-colonel et un lieutenant-colonel), quatre milieux différents et quatre destins différents. Ce qu'ils partagent c'est une certaine éducation, certaines illusions et beaucoup de désillusions.
Le soldat se retrouve seul à Lisbonne après la guerre. Il voit sa sœur s'enfoncer dans la misère comme tout le laissait prévoir. Trouvant du travail auprès d'un oncle, il vit alors de combines et de prostitution. Pourtant, au fond, il a gardé ses idéaux, ceux de ses ancêtres: se marier à l'église avec un bon gâteau, avoir une vie rangée... Il pense trouver l'amour avant de se faire avoir par une femme trop moderne, trop indépendante, engagée politiquement. Il finit dans les bras d'une gardienne d'immeuble.
L'officier des transmissions, très engagé politiquement, compte bien sur la révolution pour imposer la dictature du prolétariat. Il comprend très vite que cette révolution n'a aucune chance d'aboutir: les idées ne vont pas changer le monde, qui d'ailleurs n'a pas vraiment l'envie de changer. Ceux qui détenaient le pouvoir avant la révolution reprennent leur place progressivement.
Le sous-colonel, issu d'un milieu modeste, qui lui fait honte, pense échapper à son destin en épousant une fille de la haute bourgeoisie. Il découvre un monde fait d'apparences qu'il faut à tout prix préserver: sa femme le trompe avec une autre femme mais c'est lui que l'on met dehors pour éviter le scandale. Il décide alors de séduire une jeune femme de son milieu, une naine, qui, selon lui n'aura pas le courage de le quitter.
Le lieutenant-colonel perd sa femme à la fin de la guerre. La vie perd tout son sens. Il semble se laisser porter par les événements. Les femmes défilent sans qu'il ne s'attache jamais. Si autour de lui, on attache de l'importance à son grade et la position sociale que cela lui confère, lui n'y voit qu'une mascarade.